# アクティビジョン
- マイクロソフト > アクティビジョン・ブリザード > アクティビジョン
- Xbox > Xbox Game Studios > アクティビジョン

アクティビジョン（英: Activision Publishing, Inc.）は、アメリカ合衆国のカリフォルニア州サンタモニカにあるゲームソフトウェア開発会社。

## 概要
1979年10月1日に設立。それまでゲーム機の販売会社がゲームソフトも独占的に販売していた中で、史上初めてゲーム機（Atari 2600）のサードパーティーとしてゲームソフトを開発と提供した企業である。アタリでの低待遇に不満を抱いたゲーム開発者らによって設立された。1980年、最初にAtari 2600向けに製品を出してから、多数のゲーム会社が倒産したアタリショックをも乗り切り、世界最大のコンピュータゲーム会社となった。海外では各種MSX用のゲームを販売していたことでも知られる。
2007年12月2日、ヴィヴェンディ・ゲームズとの合併を発表。2008年7月10日、新会社名はアクティビジョン・ブリザードになった。それまで規模としてはエレクトロニック・アーツに抜かれていたが、再び世界一となった。ちなみに版権は、それぞれに分けているため、2018年6月29日に発売された『クラッシュ・バンディクー ブッとび3段もり!』は、アクティビジョン単独で販売を行っている。
2022年1月18日、マイクロソフトがアクティビジョン・ブリザードを687億ドルで買収することを合意したと発表した。2023年10月13日に買収が完了、マイクロソフト傘下となり、アクティビジョンもマイクロソフトおよびXbox Game Studiosの1つとなった。

## 日本での事業
- 1984年、ポニー（現：ポニーキャニオン）が「ピットフォール」などの同社製のゲームを日本の主力パソコンに移植したものをライセンス発売していた。
- 2007年、日本法人を設立。
- 2008年、発売を予定していた日本語版『レゴ インディ・ジョーンズ ザ・オリジナル・アドベンチャー』が発売直前になって全機種の発売キャンセルを発表。ただし、遅れて発売を発表した日本語版『レゴ バットマン』はPlayStation PortableとWiiからの発売が中止になり、その他の機種は発売された。
- 2008年12月31日、日本からの撤退を発表。
- 2015年10月5日に日本法人「アクティビジョン株式会社」の法人番号が指定された。
- 2017年10月4日に「Activision Blizzard Japan株式会社」へ社名変更。
- 2009年からスクウェア・エニックスやセガなどのパブリッシャーを通じて日本でゲームを発売していた。日本法人再設立後も同様であったものの、前述の買収以降、パブリシング権が日本マイクロソフト（Mojang Studiosの買収を機にXboxシリーズ以外の他社ハードに参入している）に一本化する形で移行された。

## 開発作品
- ピットフォール（1982年）（Atari 2600）
- 上海（1986年）（Macintosh）
- トニー・ホーク プロスケーター（Mac OS X）
- トニー・ホーク プロスケーター2（2001年）（PlayStation、Xbox、ドリームキャスト、NINTENDO 64、ゲームボーイアドバンス、ゲームボーイカラー、Microsoft Windows、macOS）
- ローマ：トータルウォー（2006年）
- スパイダーマン3（2007年）（PlayStation 2、PlayStation 3、Wii、ニンテンドーDS）
- スピード・レーサー（2008年）（Wii、ニンテンドーDS）
- カンフー・パンダ（2008年）（PlayStation 3、Wii、ニンテンドーDS）
- トランスフォーマー THE GAME（2008年）（PlayStation 2、PlayStation 3、Wii）
- SEKIRO: SHADOWS DIE TWICE（2019年）（PlayStation 4、Xbox One、Microsoft Windows）（フロム・ソフトウェアとの共同開発）
- トニー・ホーク プロスケーター1+2（2020年）（PlayStation 4、Xbox One、Microsoft Windows）